# Gibraltar Premier Division 2014/2015
Gibraltar Premier Division 2014/2015 (även känd som Argus Insurance Premier Division på grund av sponsringsskäl) var den 116:e säsongen av högstaligan i fotboll i Gibraltar sedan starten. Ligan innehöll åtta klubbar, precis som förra året, ett krav från Uefa för att få delta i Uefa-tävlingar. Regerande mästare inför säsongen var Lincoln Red Imps, som även blev mästare säsongen 2014/2015.

## Lag
| Lag              | Arena            | Kapacitet | Placering 2013/2014 |
| ---------------- | ---------------- | --------- | ------------------- |
| Britannia XI     | Victoria Stadium | 5 000     | 1 (U)               |
| College Europa   | Victoria Stadium | 5 000     | 4                   |
| Glacis United    | Victoria Stadium | 5 000     | 5                   |
| Lincoln Red Imps | Victoria Stadium | 5 000     | 1                   |
| Lions Gibraltar  | Victoria Stadium | 5 000     | 6                   |
| Lynx             | Victoria Stadium | 5 000     | 3                   |
| Manchester 62    | Victoria Stadium | 5 000     | 2                   |
| St Joseph's      | Victoria Stadium | 5 000     | 7                   |

### Personal och kit
| Lag              | Tränare                 | Lagkapten       | Kit-tillverkare | Tröjsponsor             |
| ---------------- | ----------------------- | --------------- | --------------- | ----------------------- |
| Britannia XI     | Juan Luis Pérez Herrera | Liam Roche      | Joma            | O'Reillys English Pub   |
| College Europa   | José Requena            | Robert Montovio | Nike            | Cancer Relief Gibraltar |
| Glacis United    | Javier Sánchez Alfaro   | Al Grenne       | Nike            |                         |
| Lincoln Red Imps | Raúl Procopio           | Roy Chipolina   | Joma            | OSG Security            |
| Lions Gibraltar  | Jeff Wood               | Jansen Dalli    | Errea           | Mitsubishi              |
| Lynx             | Albert Parody           | Javan Parody    | Adidas          | Trends                  |
| Manchester 62    | Aaron Asquez            | Matt Reoch      | Joma            | CEPSA GIB               |
| St Joseph's      | Jerry Aguilera          | Kaaron Macedo   | Adidas          | Bonmilk                 |

### Tränare-förändringar
| Lag               | Utgående tränare        | Anledning | Datum        | Position i tabell | Inkommande tränare      | Datum        |
| ----------------- | ----------------------- | --------- | ------------ | ----------------- | ----------------------- | ------------ |
| College Europa    | Juan Luis Pérez Herrera | Sparkad   | 24 maj 2014  | Försäsong         | José Requena            | 24 maj 2014  |
| Britannia XI      | James Munden            | Avgick    | 25 maj 2014  | Försäsong         | Juan Luis Pérez Herrera | 3 juli 2014  |
| Lions Gibraltar   | Steve Cummings          | Avgick    | 7 juli 2014  | Försäsong         | Jeff Wood               | 17 juli 2014 |
| Lioncoln Red Imps | Mike McElwee            | Avgick    | 17 juli 2014 | Försäsong         | Raúl Procopio           | 21 juli 2014 |

## Tabeller

### Poängtabell
| Nr | Lag                   | S  | V  | O | F  | GM | IM | MS  | P  |
| -- | --------------------- | -- | -- | - | -- | -- | -- | --- | -- |
| 1  | Lincoln Red Imps (RM) | 21 | 19 | 1 | 1  | 80 | 12 | +68 | 58 |
| 2  | College Europa        | 21 | 12 | 6 | 3  | 42 | 14 | +28 | 42 |
| 3  | Lynx                  | 21 | 10 | 8 | 3  | 36 | 18 | +18 | 38 |
| 4  | St Joseph's           | 21 | 12 | 2 | 7  | 36 | 18 | +18 | 38 |
| 5  | Manchester 62         | 21 | 7  | 6 | 8  | 22 | 25 | −3  | 27 |
| 6  | Glacis United         | 21 | 4  | 3 | 14 | 14 | 50 | −36 | 15 |
| 7  | Britannia XI (U)      | 21 | 2  | 3 | 16 | 13 | 67 | −54 | 9  |
| 8  | Lions Gibraltar       | 21 | 1  | 5 | 15 | 9  | 48 | −39 | 8  |

### Resultattabell
| Hemma \ Borta    | BRI | COL | GLA | LIN | LGI | LYN | MAN | SJO | BRI | COL | GLA | LIN | LGI | LYN | MAN | SJO |
| ---------------- | --- | --- | --- | --- | --- | --- | --- | --- | --- | --- | --- | --- | --- | --- | --- | --- |
| Britannia XI     |     | 0–9 | 1–2 | 0–2 | 1–3 | 0–3 | 0–1 | 1–2 |     | 0–5 |     | 0–7 |     | 0–8 |     | 1–2 |
| College Europa   | 0–0 |     | 6–0 | 2–2 | 3–0 | 1–0 | 0–0 | 2–0 |     |     | 2–1 |     | 3–0 | 0–0 | 3–0 |     |
| Glacis United    | 1–1 | 0–1 |     | 0–1 | 0–0 | 1–3 | 0–1 | 1–5 | 0–1 |     |     | 0–4 |     |     |     | 0–2 |
| Lincoln Red Imps | 7–0 | 3–0 | 6–1 |     | 4–0 | 0–1 | 2–1 | 2–0 |     | 5–0 |     |     |     | 4–1 | 4–1 | 2–1 |
| Lions Gibraltar  | 1–1 | 0–2 | 1–2 | 0–3 |     | 1–1 | 0–1 | 0–2 | 1–2 |     | 0–2 | 0–9 |     |     |     |     |
| Lynx             | 2–1 | 1–1 | 4–0 | 1–6 | 0–0 |     | 1–1 | 0–0 |     |     | 5–0 |     | 1–1 |     |     | 1–0 |
| Manchester 62    | 5–2 | 1–1 | 1–2 | 1–3 | 4–0 | 0–1 |     | 0–0 | 2–1 |     | 1–1 |     | 1–0 | 0–0 |     |     |
| St Joseph's      | 4–0 | 0–1 | 4–0 | 2–4 | 4–0 | 1–2 | 2–0 |     |     | 1–0 |     |     | 2–1 |     | 2–0 |     |

## Statistik

### Skytteligan
| Rank | Spelare                  | Lag              | Mål |
| ---- | ------------------------ | ---------------- | --- |
| 1    | Lee Casciaro             | Lincoln Red Imps | 20  |
| 2    | Cristian Toncheff        | College Europa   | 13  |
| 3    | Liam Walker              | Lincoln Red Imps | 13  |
| 3    | Joseph Chipolina         | Lincoln Red Imps | 13  |
| 5    | José Luis Romero         | St Joseph's      | 11  |
| 6    | Raducio King             | Lynx             | 10  |
| 6    | John-Paul Duarte         | Lincoln Red Imps | 10  |
| 8    | Juanse Pegalajar         | College Europa   | 7   |
| 9    | Kyle Casciaro            | Lincoln Red Imps | 6   |
| 9    | Emmanuel Alexis Cristori | Lincoln Red Imps | 6   |

Anmärkningslista
1. 1 2  Lincoln Red Imps var kvalificerade för Europa League 2015/2016 genom att ha vunnit Rock Cup 2015, men efter att ha vunnit ligan kvalificerade man sig för Champions League 2015/2016 vilket gjorde att Europa League-platsen överlåtes till ligans näst bäst placerade lag, College Europa.